# Модель концептуальной рефлекторной дуги
Модель концептуальной рефлекторной дуги (КРД) — одно из ключевых понятий векторной психофизиологии, отражающее современное представление о структуре рефлекторной дуги. Модель предложена психофизиологами Е. Н. Соколовым и Ч. А. Измайловым в 1983 году. Модель концептуальной рефлекторной дуги является дополнением представлений о рефлекторном принципе высшей нервной деятельности и отражает нейронные механизмы поведения человека и животных. КРД является базовым понятием векторной психофизиологии.

## Структура концептуальной рефлекторной дуги

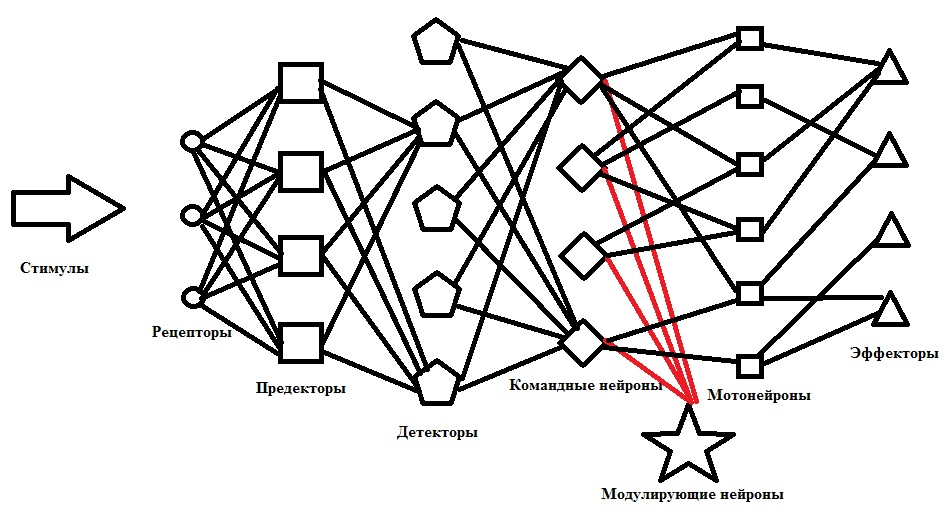
Схема концептуальной рефлекторной дуги по Е. Н. Соколову.

В общем виде концептуальная рефлекторная дуга состоит из 8 блоков:
1. Блок 1 — блок рецепторов той или иной сенсорной системы (зрительной, слуховой и др.);
2. Блок 2 — блок нейронов-предетекторов, каждый из которых связан с группой рецепторов. Важное свойство этих нейронов — они реагируют на любое значение параметра, изменяя свой ответ в соответствии с изменением параметра;
3. Блок 3 — блок нейронов-детекторов, которые в отличие от предетекторов реагируют на определенные параметры раздражителя. Такой принцип кодирования получил название «кодирование номером канала». Степень возбуждения детектор зависит от возбуждения связанных с ним предетекторов, то есть максимальное возбуждения детектора будет наблюдаться при предъявлении релевантного ему сигнала. Детекторы объединены в функциональные блоки (микро-, макро- и гиперколонки). Это позволяет анализировать информацию на различных уровнях;
4. Блок 4 — блок командных нейронов. Возбуждение каждого командного нейрона связано с ансамблем возбуждений детекторов. Командный нейроны определяют тип той или иной реакции. Максимум возбуждения будет наблюдаться на том командном нейроне, который получил больше всего возбуждений от детекторов. Именно этот командный нейрон и будет определять, какая именно поведенческая реакция будет наблюдаться;
5. Блок 5 — блок премоторных нейронов. Они формируют большую дифференцированность реакций за счет формирования дополнительных связей между командными нейронами и мотонейронами;
6. Блок 6 — блок мотонейронов. Каждый командный нейрон связан со своей группой мотонейронов, обеспечивающих целостную поведенческую реакцию;
7. Блок 7 — блок эффекторов, непосредственно реализующих поведенческую реакцию;
8. Блок 8 — блок модулирующих нейронов, выполняющих функцию переключения возбуждения. Они определяют приоритеты срабатывания командных нейронов в связи с текущей обстановкой в окружающей среде и внутреннего состояния организма.

Таким образом, концептуальная рефлекторная дуга представляет собой систему нейронов, состоящую из трех основных блоков или подсистем:
1. Анализатора, который кодирует каждый входящий сигнал с помощью номера избирательного детектора (блок 1 — блок 3);
2. Исполнительной системы, которая определяет выходной отклик с точки зрения количества командных нейронов (блок 5 — блок 7);
3. Центрального звена, которое представлено командными нейронами и модулирующими нейронами, выполняющие функцию переключающего механизма, который управляет включением или отключением соединений между детекторами и командными нейронами;

Модель КРД может быть применена как для простых безусловных рефлексов, так и для сложных нейронных сетей. Так, например, один из вариантов нейронной сети, представленный КРД, описан для оборонительного рефлекса виноградной улитки. Путем регистрации активности командного и сенсорного нейронов при механической стимуляции поверхности тела улитки были выявлены различия в рецептивных полях командных нейронов и сенсорных нейронов, что отражает один из принципов организации КРД.

## Принципы организации концептуальной рефлекторной дуги
Существует несколько базовых принципов организации КРД, которые позволяют проводить анализ функционирования различных нейронных сетей:
1. Основной принцип кодирования информации в КРД — кодирование номером канала;
2. Информация, поступившая из окружающей среды проходит несколько этапов переработки. На каждом этапе переработка осуществляется независимой группой нейронов. Каждый нейрон одного уровня связан со всеми нейронами следующего уровня;
3. Существование 2 типов связей между подсистемами: гибкие (пластичные) и жесткие (стабильные) связи;
4. Связи между входным блоком (от анализаторной системы к центральному звену) и выходным блоком (от центрального звена к исполнительной системе) фиксированы (жесткие);
5. В центральном звене происходит управления связями между входным и выходным блоком, то есть там представлен гибкий тип связи. Гибкий тип связи в основном определяется обучением и может меняться под влиянием различных неспецифических факторов, таких как мотивация, функциональное состояние, внимание и текущая задача.

## КРД в механизмах памяти и обучения
Представление о КРД как о базовом механизме организации поведения, а также представление о существовании гибкого типа связи в центральном звене КРД позволили подойти в частности к новому представлению о механизмах памяти и обучения. Обучение происходит при совпадении возбуждения в детекторных и командных нейронах. В простых системах имеется простая связь «детекторы-командный нейрон». Однако в процессе эволюции происходит все большая дифференцировка анализаторного блока (появления предетекторов) и исполнительной системы (появления блока премоторных нейронов, обеспечивающих более тонкие и более разнообразные реакции). Все это определяет разнообразие поведенческих реакций. В основе механизма обучения в таком случае лежит усиление или ослабление связей детекторов с командными нейронами. Так, экспериментально было показано, что снижение мембранного и порогового потенциала в командных нейронах виноградной улитки при формировании условного рефлекса сохраняется в течение месяца.
При исследовании механизмов кратковременной памяти в рамках модели КРД принято говорить о так называемой «нервной модели стимула». Согласно данной модели, при повторении одного и того же стимула в нервной системе формируется определенный «след» памяти, содержащий все параметры стимула. При изменении каких-либо параметров стимула он начинает восприниматься как новый. Возникает рассогласование между сформированной моделью и поступающим стимулом, что приводит к ориентировочной реакции.
Формирование модели стимула происходит за счет усиление избирательных свойств определенных детекторов. Таким образом, параметры стимула как бы подчеркиваются, то есть приобретают более высокую скорость проведения. Это приводит к стабилизации реакции и более быстрому ответу на стимул. Таким образом, формируется некая «матрица» синапсов, хранящих конфигурацию стимула.
При воздействии стимула происходит сличение стимула со следами предшествующих раздражителей. Если стимул и нервная модель предшествующего раздражителя совпадают, то ориентировочная реакция не возникает. Если же они не совпадают, возникает ориентировочная реакция, причем чем больше рассогласование, тем интенсивнее будет реакция.
Таким образом, механизм образования нервной модели стимула может лежат в основе механизма кратковременной памяти. Нейроны, способные формировать следовые эффекты были обнаружены в гиппокампе, таламусе и коре больших полушарий.

## КРД как базовое понятие векторной психофизиологии
Векторная психофизиология — раздел психофизиологии, занимающийся изучением нейронных сетей, работа которых основана на принципе векторного кодирования. Основная суть векторного кодирования заключается в том, что при воздействии стимула происходит возбуждение некоторого ансамбля сенсорных нейронов. Комбинация этих возбуждений формирует так называемый вектор возбуждения, который кодирует целостное воздействие стимула. Далее для согласования поступившего возбуждения вектор возбуждения подвергается нормализации, в результате чего каждый вектор возбуждения, характеризующий тот или иной сигнал, будет иметь одинаковую длину. Тогда все пространство сигналов можно представить в виде гиперсферы, размерность которого определяется количеством независимых нейронов в ансамбле. Каждый сигнал тогда можно представить в виде точки на поверхности гиперсферы. Разница между сигналами — евклидово расстояние между концами векторов возбуждения. В терминах КРД это может быть описано так: набор тех или иных детекторов может быть представлен точками на поверхности гиперсферы, размерность которой определяется числом предетекторов, а координаты равны возбуждениям соответствующих предекторов.
Такой же принцип кодирования может быть применен для исполнительной системы КРД. Командный нейрон передает вектор возбуждения на группу премоторных нейронов, которые определяют компоненты вектора поведенческой реакции.
Данный подход позволяет интегрировать макро- и микроуровень анализа поведения человека, то есть связывать сложные поведенческие реакции человека и деятельность отдельных нейронов и нейронных ансамблей. Принцип векторного кодирования применяется для анализа восприятия цвета, зрительно управляемого поведения, а также при анализе эмоциональных процессов.